# 艾哈迈迪省
艾哈邁迪省（阿拉伯语：‎），是科威特的一個省，位於該國南部，南界沙烏地阿拉伯，東面波斯灣。面積5,120平方公里。2007年年底人口637,411人。首府艾哈邁迪。下分11區。